# Барбикан
Ба́рбикан (англ. Barbican Estate) — жилой комплекс из примерно 2000 квартир, мезонетов и домов в пределах Сити в Лондоне, Англия. Он расположен в районе, некогда опустошённом бомбардировками Второй мировой войны в 2,2 км к северо-востоку от Чаринг-Кросс. Первоначально построен как съёмное жильё для профессионалов среднего и верхнего среднего класса, по сей день остаётся элитным жилым комплексом. В нём расположены или примыкают к нему Центр искусств Барбикан, Музей Лондона, Школа музыки и драмы Гилдхолл, публичная библиотека Барбикан, Лондонская школа для девочек Сити и YMCA (ныне закрыт), всё вместе это образует Комплекс Барбикан (англ. Barbican Complex).
Комплекс Барбикан является выдающимся примером британской бруталистской архитектуры и целиком занесён в список II класса памятников архитектуры Соединённого Королевства.

## История

Форт Крипплгейт можно увидеть на северной окраине римского Лондона

Главный форт римского Лондона был построен между 90 и 120 годами н. э. к юго-востоку от того места, где сейчас находится музей Лондона, на углу Лондонской стены и Олдерсгейт-стрит. Около 200 года н. э. вокруг города были построены стены, в которые вошёл старый форт, ставший парадным входом, известным как Крипплгейт. Слово барбакан происходит от латинского слова Barbecana, которое обозначало укреплённый форпост или ворота, например, внешнюю оборону города или замка, или любую башню, расположенную над воротами или мостом, которая использовалась в целях обороны. В данном случае перед фортом, начиная с домов № 33—35 и далее, на северной стороне улицы, которая тогда называлась Барбикан (сейчас это западный конец Бич-стрит), находилась римская спекула или сторожевая башня, которая позже была включена в состав укреплений к северу от стены. Для обозначения сторожевой башни в русском языке чаще используется версия слово барбакан. Норманны называли постройку Бейс Корт.
Во время правления Эдуарда I Бейс Корт продолжал выполнять военные функции, но Эдуард III передал его Роберту де Уффорду, который сделал его своим лондонским домом. К XVI веку он перешёл к Чарльзу Брэндону. Брэндон женился на своей подопечной Кэтрин Уиллоуби, дочери Марии де Салинас, которая была доверенным лицом и фрейлиной Екатерины Арагонской, и после его смерти здание перешло к семье Уиллоуби. Оригинальный Бейс Корт, по-видимому, был разрушен, а большое здание, которое его заменило, называлось Уиллоуби Хаус, это название было возрождено в части современной застройки.

### Послевоенное развитие
Во время Второй мировой войны Лондон понёс серьёзные разрушения. Район Крипплгейт был практически снесён, и к 1951 году численность населения Сити составляла 5 324 человека, из которых 48 проживали в Крипплгейте. В 1952 году началось обсуждение участка, и решение о строительстве новых жилых домов было принято Общим советом 19 сентября 1957 года.
Для размещения комплекса в период с 1963 по 1965 год 500 метров линии Метрополитен Лондонского метро были переложены между станциями «Барбикан» и «Моргейт».
Комплекс был построен в 1965—1976 годах на участке площадью 14 га, подвергшемся бомбардировке во время Второй мировой войны. Комплекс был спроектирован бюро Chamberlin, Powell and Bon, первой работой которых был новаторский комплекс Голден Лейн, расположенный к северу от Барбикана. Однако, в отличие от своего северного соседа, Барбикан не был социальным жильём. Скорее, он был спроектирован и построен для состоятельных профессионалов Сити и их семей, а все квартиры сдавались по коммерческой арендной плате Корпорацией лондонского Сити. Чтобы помочь в продаже квартир, были выпущены брошюры, рекламирующие Барбикан как идеальное место жительства для состоятельных профессионалов и международных бизнесменов.
Так как он принадлежал и управлялся корпорацией лондонского Сити, которая считалась местным органом власти в соответствии с Законом о жилье 1980 года. Это означало, что к нему применимо право на покупку, и в результате почти все квартиры сейчас находятся в частной собственности, хотя некоторые из них по-прежнему сдаются лондонским Сити по рыночной (не субсидируемой) арендной плате.

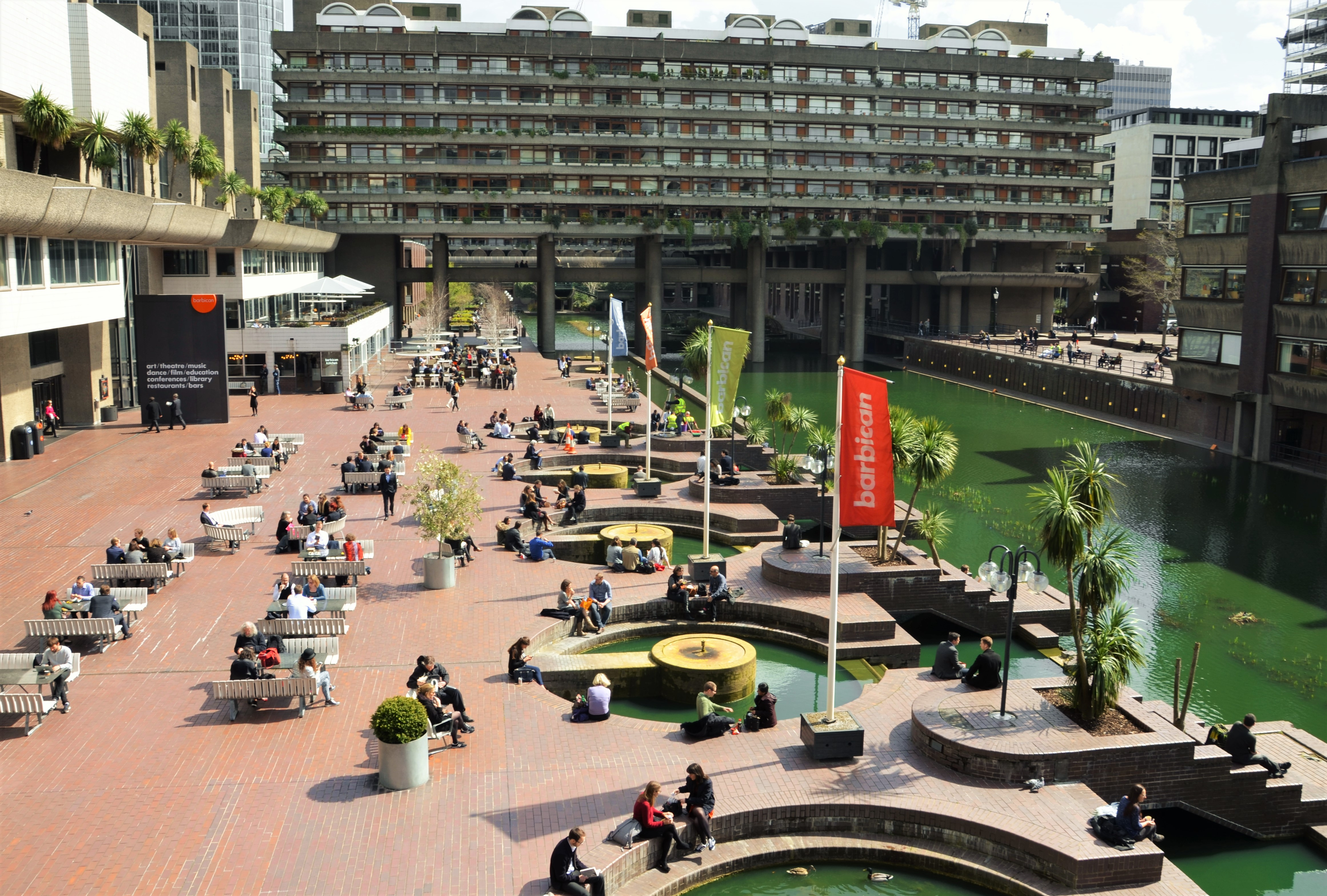
На центральной общественной площадке Барбикана, Лейксайд Террас, находится кафе

Первое здание на территории площадью 16 га, Спид Хаус, было официально открыто в 1969 году, но из-за продолжительных трудовых споров в 1970-х годах последнее здание, Шекспир Тауэр, было завершено только в 1976 году. Сейчас в нём проживает около 4000 человек в 2014 квартирах. Здания комплекса демонстрируют широкое использование в Великобритании в 1960-х и 1970-х годах бетона в качестве основного материала для фасадов зданий. Комплекс также характерен своим полным отделением транспортных средств от пешеходов по всей территории. Это достигается благодаря использованию пешеходных дорожек различной ширины и формы, обычно расположенных на высоте 1—3 этажей. Большая часть пешеходного движения происходит на этих дорожках, в то время как дороги и парковочные места отнесены на нижний уровень.
В сентябре 2001 года министр по делам искусств Тесса Блэкстоун объявила, что комплекс Барбикан будет включён список II класса памятников архитектуры Соединённого Королевства. Он был признан объектом, представляющим особый архитектурный интерес благодаря своему масштабу, целостности и амбициозности проекта. Комплекс имеет важное архитектурное значение, поскольку является одним из главных лондонских примеров архитектуры брутализма и считается достопримечательностью.
Бруталистскую архитектуру дополняют различные садовые элементы, в том числе созданный жителями огород.

## В популярной культуре
Барбикан использовался для изображения штаб-квартиры MI6 в фильме о Джеймсе Бонде «Квант милосердия».

## Галерея

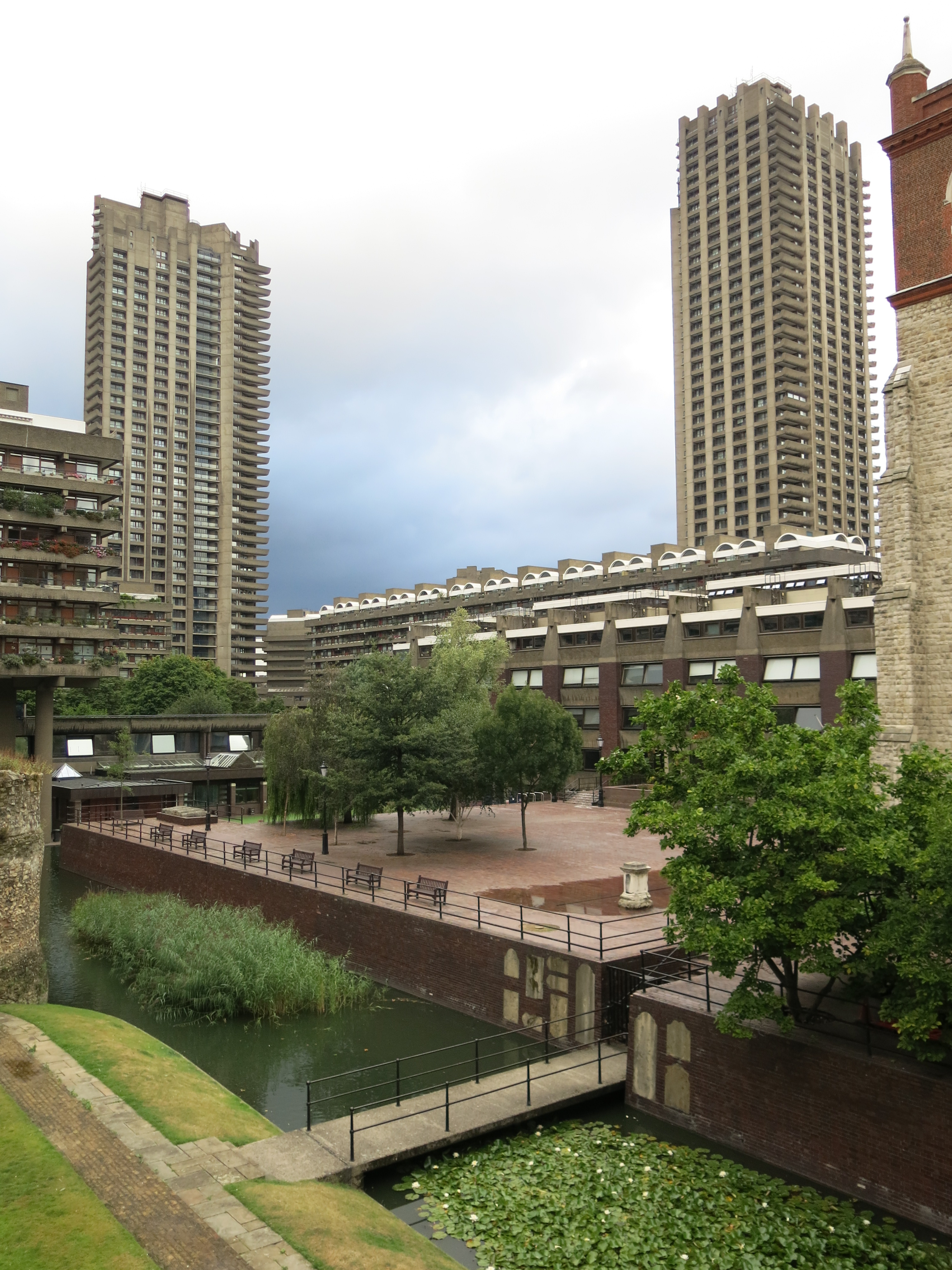
Барбикан имеет подземную парковку, что освобождает место для общественных пространств
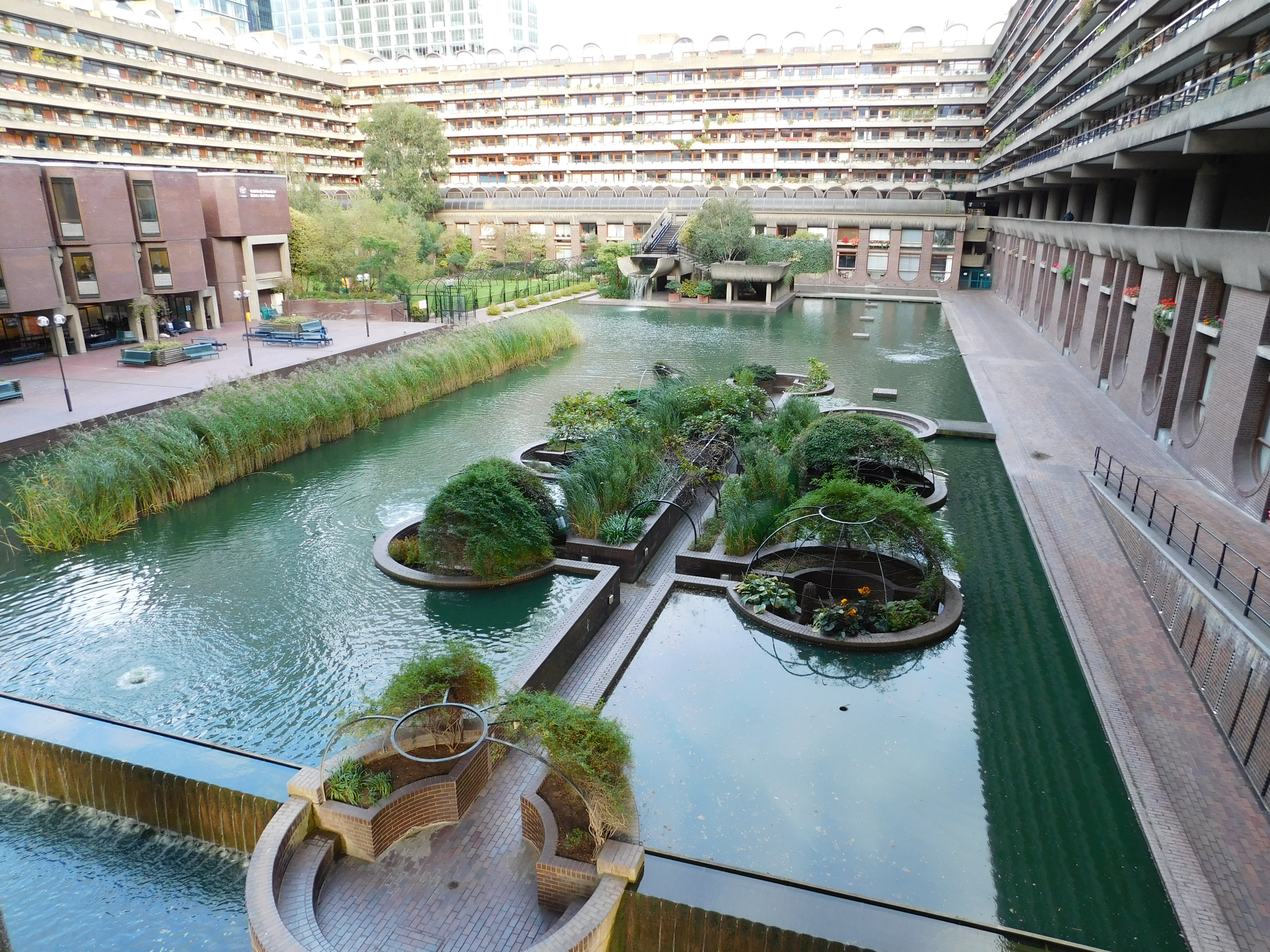
В пруду есть дорожки ниже уровня воды
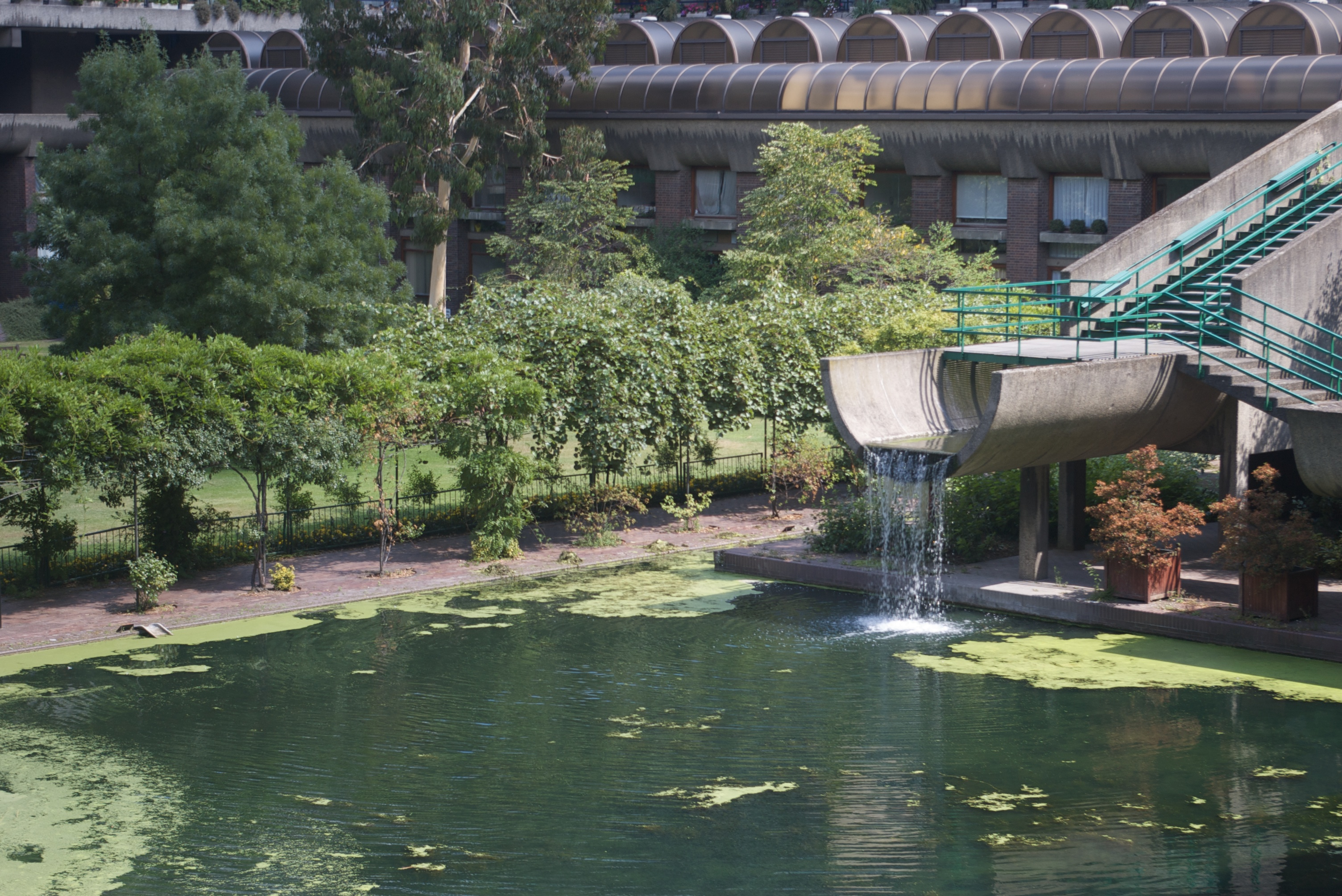
В пруду скапливаются отложения
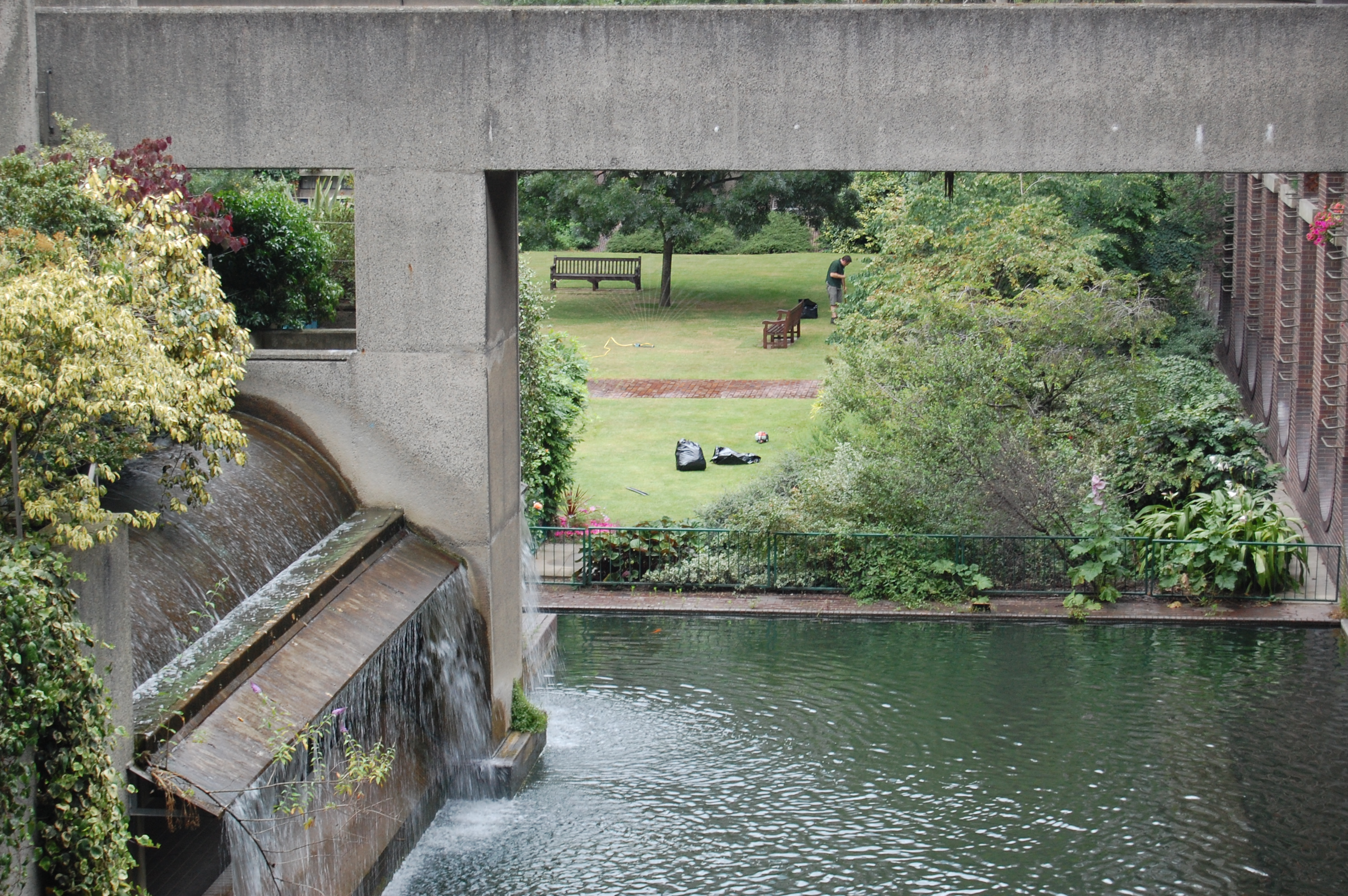
Водопад в саду Барбикана
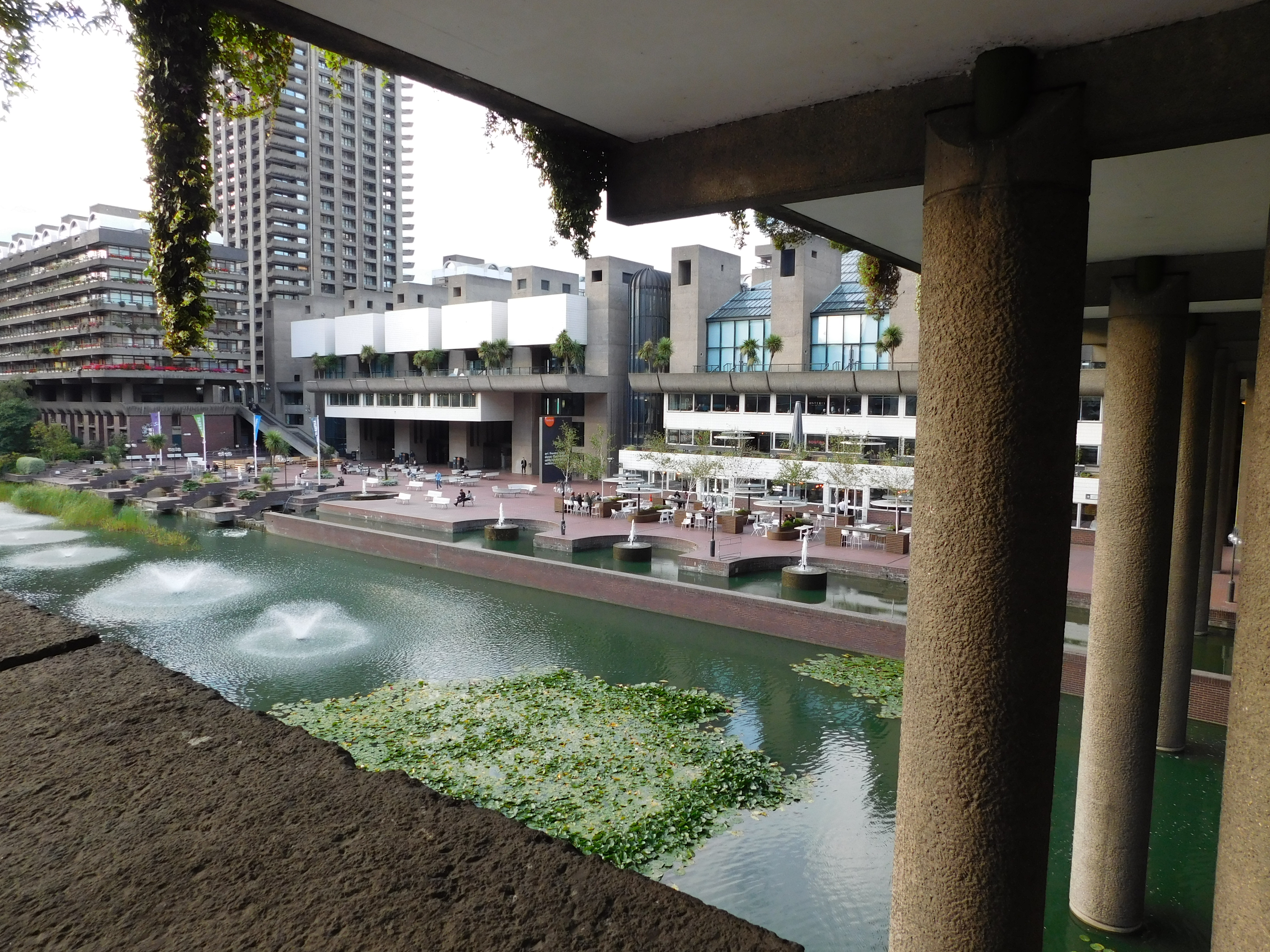
Бетонные колонны в пруду рядом с Лейксайд Террас